# Zbigniew Jaremski
Zbigniew Jaremski (ur. 19 czerwca 1949 w Zabrzu, zm. 3 stycznia 2011 tamże) – polski lekkoatleta, medalista olimpijski.

## Osiągnięcia
Specjalizował się w biegu na 400 metrów. Był dwukrotnym olimpijczykiem. Na igrzyskach olimpijskich w 1972 w Monachium po zakwalifikowaniu się do półfinału biegu na 400 metrów nie wystąpił w nim, by oszczędzać siły na bieg w sztafecie 4 × 400 metrów, W finale biegu sztafetowego biegł na 3. zmianie, którą ukończył jako drugi, ale ostatecznie polska sztafeta przybiegła na 5. miejscu (biegła w składzie: Jan Werner, Jan Balachowski, Jaremski i Andrzej Badeński). Na igrzyskach olimpijskich  w 1976 w Montrealu w biegu indywidualnym odpadł w ćwierćfinale, ale za to sztafeta w składzie: Ryszard Podlas, Werner, Jaremski i Jerzy Pietrzyk zdobyła srebrny medal.
Jaremski był też srebrnym medalistą mistrzostw Europy w 1978 w Pradze w sztafecie 4 × 400 metrów (która biegła w składzie: Jerzy Włodarczyk, Jaremski, Cezary Łapiński i Podlas).
Dwukrotnie wystąpił w finale pucharu Europy, oba razy w sztafecie 4 × 400 metrów, zajmując 5. miejsca w 1975 w Nicei i 1975 w Turynie.
Zdobył 6 tytułów mistrza Polski na otwartym stadionie: w biegu na 400 metrów w 1972, 1973 i 1975 oraz w sztafecie 4 × 400 metrów w 1973, 1975 i 1976. Był również wicemistrzem w 4 × 400 metrów w 1971, a także brązowym medalistą w biegu na 400 metrów w 1976 i 1979 oraz w sztafecie 4 × 400 metrów w 1979. Był również brązowym medalistą halowych mistrzostw Polski w 1973.
Trzykrotnie poprawiał rekord Polski w klubowej sztafecie 4 × 400 metrów.
Przez całą swą karierę był zawodnikiem Górnika Zabrze.

## Rekordy życiowe
- bieg na 400 metrów
  - 45,7 s. (pomiar ręczny: 9 sierpnia 1972, Warszawa)[4]
  - 45,93 s. (pomiar elektroniczny: 18 sierpnia 1972, Warszawa)[7]